# 마녀는 살아있다
《마녀는 살아있다》는 2022년 6월 25일부터 2022년 9월 10일까지 방송되었던 TV 조선 토요 드라마였다.

## 기획 의도
산 날과 살날이 반반인 불혹의 나이에 죽이고 싶은 누군가가 생겨버린 세 여자의 이야기

## 제작진

### 제작사
- 하이그라운드
- 제이에스픽쳐스
- 대단한이야기

### 극본
- 박파란

### 연출
- 김윤철 : (MBC 월화 미니시리즈 《질투》(조연출), MBC 월화 미니시리즈 《마지막 승부》(조연출), MBC 월화 미니시리즈 《사랑을 그대 품안에》(조연출), MBC 일일연속극 《짝》(연출), MBC 베스트극장 《늪》(연출), MBC 수목 미니시리즈 《내 이름은 김삼순》(연출), MBC 주말 미니시리즈 《케 세라 세라》(연출), MBC 일요 드라마극장 《주부 김광자의 제 3활동》(연출), JTBC 월화 미니시리즈 《우리가 결혼할 수 있을까》(연출), JTBC 월화 미니시리즈 《우리가 사랑할 수 있을까》(연출), JTBC 금토 미니시리즈 《마담 앙트완》(연출), JTBC 금토 미니시리즈 《품위있는 그녀》(연출) 등 연출 )

## 등장 인물

### 주요인물
- 이유리 : 공마리 역 - 방송사 아나운서인 셀럽 남편에, 해외 유학 중인 딸. 한마디로 딱 그림이 나오는 중산층 가정의 가정주부. 겉보기엔 낭창낭창 유연한 와중에도 마리에겐 부동의 원칙이 있다. 기브앤 테이크 받은 만큼 돌려준다. 은혜는 은혜로, 피에는 응징으로! 마리는 얌전히 식사 중인 투견이다. 밥 먹는데 안 건드리면, 아무도 안 문다. 그런데 툭! 누군가 마리의 밥그릇을 걷어찼다. 겁대가리를 상실한 범인은, 남편 이낙구! 무려 15년 만에 듣는 남편의 사랑 고백이었다. 고백은 마리에게 했는데 사랑하는 대상이 딴 여자라는 게 함정! 그런데 이 인간, 바람은 지가 펴놓고 이혼을 해달란다. 헐! 기가 찬다.

엔간하면 착하게 살고 싶었는데... 속에서 천불이 올라온다. 이 인간! 확 기냥 죽여 버려?
- 이민영 : 채희수 역 - 나이 서른에 소위 있는 집 외아들과 결혼했다, 그러나 현모양처가 꿈이던 희수는 현모도, 양처도 되지 못하고 그냥, 며느리가 됐다. 그것도 애 못 낳은 죄로 시어머니 독박 간병 중인 며느리. 독박 병간호를 피하기 위해서라도 희수는 아이를 가지고 싶다. 몇 년째 난임 클리닉을 다니지만, 번번이 실패. 더 큰 문제는 남편의 비협조다. 차라리 똥오줌 받아내는 게 쉬웠다.

그런데, 웬 날벼락? 시어머니가 제안한 무시무시한 딜...
그래 안 될 것도 없다. 어머니... 어떻게 죽여 드려요?
- 윤소이 : 양진아 역 (아역 김인이) - 5년 전, 곗돈 들고 튀었다가 돈 많은 싱글녀가 되어 나타났다, 이쁘고 재수 없는 애로 통하던 진아는 이제 난 년에 등극한다. 있으니만 못한 남편을 둔 마리, 있으나 마나한 남편을 둔 희수에 비하면, 진아는 난 년, 맞다! 남편이 죽었으니까. 뒤늦게 남편 복까지 터졌다. 죽은 남편이 남긴 거액의 사망보험금. 한 살이라도 젊었을 때, 연애해야 한다. 가능하면 새파랗게 젊은 놈이랑. 오라클 말로는, 끝 사랑이 될 남자가 진아 옆에 딱 들러붙어 있단다. 단골 카페 젊은 사장? 아님, 현관 보조키 달러왔던 뒤태 죽이던 열쇠공?

그런데, 화려한 싱글라이프를 즐기려는 순간, 헉! 이게 뭐야? 오빠가, 왜 거기서 나와?
- 정상훈 : 이낙구 역 - 사랑은... 마치 교통사고처럼, 예고도 없이 찾아왔다. 어느 날, 비 맞은 채 오돌오돌 떨고 있던 파랑새가 낙구의 품속으로 뛰어들었다. 임고은! 내 작은 파랑새! 미치겠다 너 때문에! 낙구의 지상과제는 하루빨리 이혼하고, 고은이와 결혼하는 것. 문제는 아내 마리다. 딴 여자를 사랑한다고 고백해도, 죽어도 이혼을 못 해주겠단다. 심지어 나를 죽도록 사랑한단다. 미치겠다 저 아줌마 때문에!

사랑에 빠진게 뭐, 죄인가? 만약 고은이를 사랑하는 게 죄라면, 그래! 나는 대역죄인이다! 무기징역 아니, 사형이다! 사형!

### 마리의 가족
- 이영란 : 조말련 역 - 마리의 어머니, 독실한 크리스천. 수지의 외할머니. 육십 평생 한 번도 철든 적이 없다. 모성? 그런 거 없다. 남자? 없으면 못산다. 혼전 임신한 마리의 손모가지를 끌고 낙구 시댁에 밀어 넣던 날, 이걸로 모녀의 인연은 끝인 줄 알았다. 그런데, 이놈의 딸이 이제와서 이혼을 하네 마네, 생난리다. 이혼? 니가 아주, 호강에 겨웠다. 바람피운 게 뭐 대수라고...
- 김예겸 : 이수지 역 - 마리와 낙구의 딸, 엄마 마리에게 든든한 지원군, 일당백. 엄청난 수재로 현재 미국 유학 중. 말련의 외손녀.

### 희수 주변인물
- 김영재 : 남무영 역 - 희수의 남편, 보험회사 부산 대리점 팀장. 주말부부. 희수 앞에 서면, 늘 쪼그라든다. 늘 죄인이다. 안 죽겠다고, 산삼 구해오라고 발악하던 아버지는 10년을 꼬박 채우고 죽었다. 그리고 어머니가 쓰러졌다. 그런 시어머니를 간병하는 아내 희수. 처음엔 고마웠지만 지금은 부담스럽다. 처가가 통째로 이민을 가긴 했지만, 미국이 멀면 얼마나 멀다고, 차라리 도망을 가지... 어쩌면 지금이, 희수를 놓아줄 수 있는 마지막 기회일지 모른다. 무영은 골백번 삼켰던 말을 결국 내뱉는다. 지금 이 순간, 무영은 간절하다.

제발, 희수가 딱 한 번만더 속아주기를...
- 성병숙 : 박순녀 역 - 희수의 시어머니, 뇌경색에 혈관성치매까지 와서 정신이 오락가락한다. 그런데, 유난히 정신이 맑은 어느 날, 희수에게 무시무시한 딜을 제안한다. 자식들도 모르는 양평 땅 5천평을 희수에게 유산으로 줄 테니, 마지막 부탁 하나만 들어달라고...
- 김슬기 : 이남규 역 - 난임 클리닉 의사, 희수, 무영과 동갑내기 친구. 딸 채경이를 키우는 싱글대디.

### 진아의 주변인물
- 류연석 : 김우빈 역 - 진아의 죽은 남편, 전직 교회 오빠. 5년 전 사망. 사인은 익사. 공식적으로는... 웨딩드레스를 입고 환하게 웃던 진아를 봤을 때, 정말 행복하게 해줄 자신이 있었다. 정말 그러면 안 되는 거였는데... 빚 독촉에 시달리던 진아가 펑펑 울며 같이 죽자고 했다. 수면제를 삼키려는 순간, 너무너무 무서웠다. 더구나 크리스천으로서, 자살은 용서받을 수 없는 죄다. 약을 삼킨 진아를 버려두고 우빈은 도망쳤다. 그리고 바다로 뛰어들었다. 내 사망보험금 덕분에 진아는 지금, 그 어느 때보다 행복해 보인다.

그런데 진아야! 내가 죽은 게... 그렇게 좋니?

### 낙구의 가족
- 한소은 : 임고은 역 - 낙구의 작은 파랑새, 아저씨를 사랑하게 된 건... 딱히 이유 같은 건 없다. 그냥 좋았다. 어쩐지 안심되고... 그런데, 아저씨가 자꾸 일을 키운다. 뭐 하러 기자회견까지 해가지구선... 하루빨리 와이프와 이혼하고, 사랑하는 사람과 결혼하겠다고 아주 대국민 선언을 했다. 내가 말 안 했나? 나 비혼주의자라고... 마리 언니한테도 분명히 말했다. 이혼하지 말라고, 나는 아저씨 마음 하나면 충분하니까, 법적 와이프는 그냥 언니가 하고, 그냥 좀 나눠 쓰자고.
- 정아미 : 곽혜경 역 - 낙구의 어머니, 마리의 시어머니. 왕년에 교육감으로 지냈다. 은퇴한 현재 유일한 낙은 홈쇼핑. 15년 전, 막내 아들 낙구가, 어디서 칠칠치 못한 여자를 데리고 나타났을 때, 하필 그게 교육감 선거유세장만 아니었으면 이 결혼 허락 안했을텐데... 그런데 낙구 저노무 시키, 바람은 지가 펴놓고 뻔뻔하게 이혼하겠단다. 아오, 내가 저걸 낳고 미역국을 먹었니?

### 마리의 주변 인물
- 예수정 : 오라클 역 - 회원제 보테니컬 카페의 사장 겸 카운슬러, 본명 오미자, 일명 오라클. 미래를 예언해주는 비밀스러운 인물로, 영부인, 톱스타 K도 카페 회원이라고 입소문이 자자하다. 그러나 영빨이 떨어져서 로또 번호도 못 맞추는 것이 작금의 현실. 마리에게 '남편 데스노트'로 통하는 QR 코드를 건네는 인물. 게임체인저.
- 박윤희 : 김지일 역 - 마리 측 변호사, 영업실적은 개판. 월세 내기도 힘들어지자 친구 장치수가 건물주인 건물에 헐값에 월세로 들어왔다. 개업 첫 손님이 마리. 이낙구측과 피 튀기는 법정 공방 속에서도 단단히 마리를 지탱하는 인물. 그런데 이낙구측 변호사가 하필이면 강자중이다.
- 김혜화 : 허숙희 역 - 오라클 카페의 VVIP 멤버, 결혼과 함께 연예계를 은퇴했으나 외모와 패션센스는 여전히 연예인급. 남편 양만호 회장이 갑자기 사망하면서 달루와호텔 신임 대표이사로 취임한다. 물심양면으로 마리를 돕는 숨은 조력자.

### 낙구의 주변 인물
- 김사권 : 장상필 역 - 고은의 동거남, 공군사관학교 출신의 민항기 부기장. 전두엽이 약간 덜 발달해 성격이 심플하다. 배고프면 화나고 배부르면 행복하다. 내가 먹던 걸 누가 뺏어 먹으면 죽어라 덤빈다. 내 장난감 뺏어가면 반쯤 죽여 놓는다. 고은이에게 딴 남자가 생겼다. 이낙구! 저 자식, 죽이자!
- 김법래 : 강자중 역 - 낙구 측 변호사, 승률 백퍼센트를 자랑하는 자칭 특A급 변호사. 불법과 합법을 넘나드는 비방과 모략으로 재판의 판세를 뒤집어엎는 능력자, 돈에 껌뻑 죽고, 명예에 미쳐 도는 그는 뜻밖에도 김지일 변호사의 제자다.

### 그 외 인물
- 미상 : 간호사 역
- 이원종 : TV 속 자연인 역
- 김도건 : 열쇠공 역
- 이규한 : 조두창 역

## 시청률
최저 시청률과 최고 시청률은 시청률 조사회사와 지역별로 시청률에 차이가 있을 수 있습니다.
| 2022년 | 2022년   | 2022년         | 2022년       | 2022년 |
| 회차   | 방송일   | AGB 시청률     | AGB 시청률   |        |
| 회차   | 방송일   | 대한민국(전국) | 서울(수도권) |        |
| ------ | -------- | -------------- | ------------ | ------ |
| 제1회  | 6월 25일 | 3.417%         | 3.500%       |        |
| 제1회  | 6월 25일 | 3.282%         | 3.312%       |        |
| 제2회  | 7월 2일  | 1.872%         | 알 수 없음   |        |
| 제2회  | 7월 2일  | 2.682%         | 2.523%       |        |
| 제3회  | 7월 9일  | 1.516%         | 알 수 없음   |        |
| 제3회  | 7월 9일  | 2.480%         | 2.277%       |        |
| 제4회  | 7월 16일 | 2.003%         | 1.849%       |        |
| 제4회  | 7월 16일 | 1.894%         | 알 수 없음   |        |
| 제5회  | 7월 23일 | 1.627%         | 알 수 없음   |        |
| 제5회  | 7월 23일 | 1.658%         | 알 수 없음   |        |
| 제6회  | 7월 30일 | 1.611%         | 알 수 없음   |        |
| 제6회  | 7월 30일 | 1.593%         | 알 수 없음   |        |
| 제7회  | 8월 6일  | 1.916%         | 2.030%       |        |
| 제7회  | 8월 6일  | 1.557%         | 알 수 없음   |        |
| 제8회  | 8월 13일 | 1.647%         | 알 수 없음   |        |
| 제8회  | 8월 13일 | 1.471%         | 알 수 없음   |        |
| 제9회  | 8월 20일 | 1.305%         | 알 수 없음   |        |
| 제9회  | 8월 20일 | 1.199%         | 알 수 없음   |        |
| 제10회 | 8월 27일 | 1.066%         | 알 수 없음   |        |
| 제10회 | 8월 27일 | 0.789%         | 알 수 없음   |        |
| 제11회 | 9월 3일  | 1.302%         | 알 수 없음   |        |
| 제11회 | 9월 3일  | 1.291%         | 알 수 없음   |        |
| 제12회 | 9월 10일 | 1.0%           | 알 수 없음   |        |
| 제12회 | 9월 10일 | 1.071%         | 알 수 없음   |        |

## 참고 사항
- 김윤철 PD와 정상훈은 2017년에 방송된 JTBC 금토드라마 《품위있는 그녀》 이후로 5년만에 재회한다.
- 이유리와 이민영은 김수현 작가의 작품인 《부모님전상서》와 《사랑과 야망》 이후로 12년만에 세 번째로 호흡을 맞추게 되었다.
- 예수정과 김혜화는 2021년에 방송된 tvN 주말드라마 《마인:MINE》 이후로 1년만에 재회하는 작품이다.

## 같이 보기
- 대한민국의 텔레비전 드라마 목록 (ㅁ)
- 2022년 대한민국의 텔레비전 드라마 목록